# Botschaft der Vereinigten Staaten in Kabul

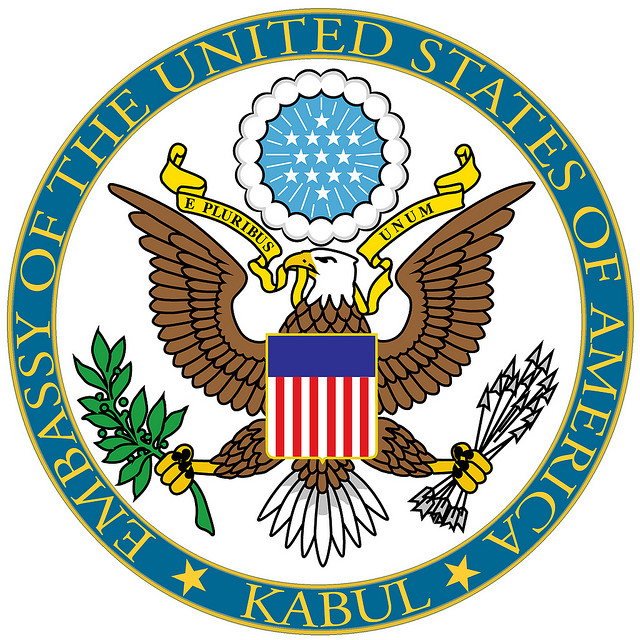
Logo der Botschaft

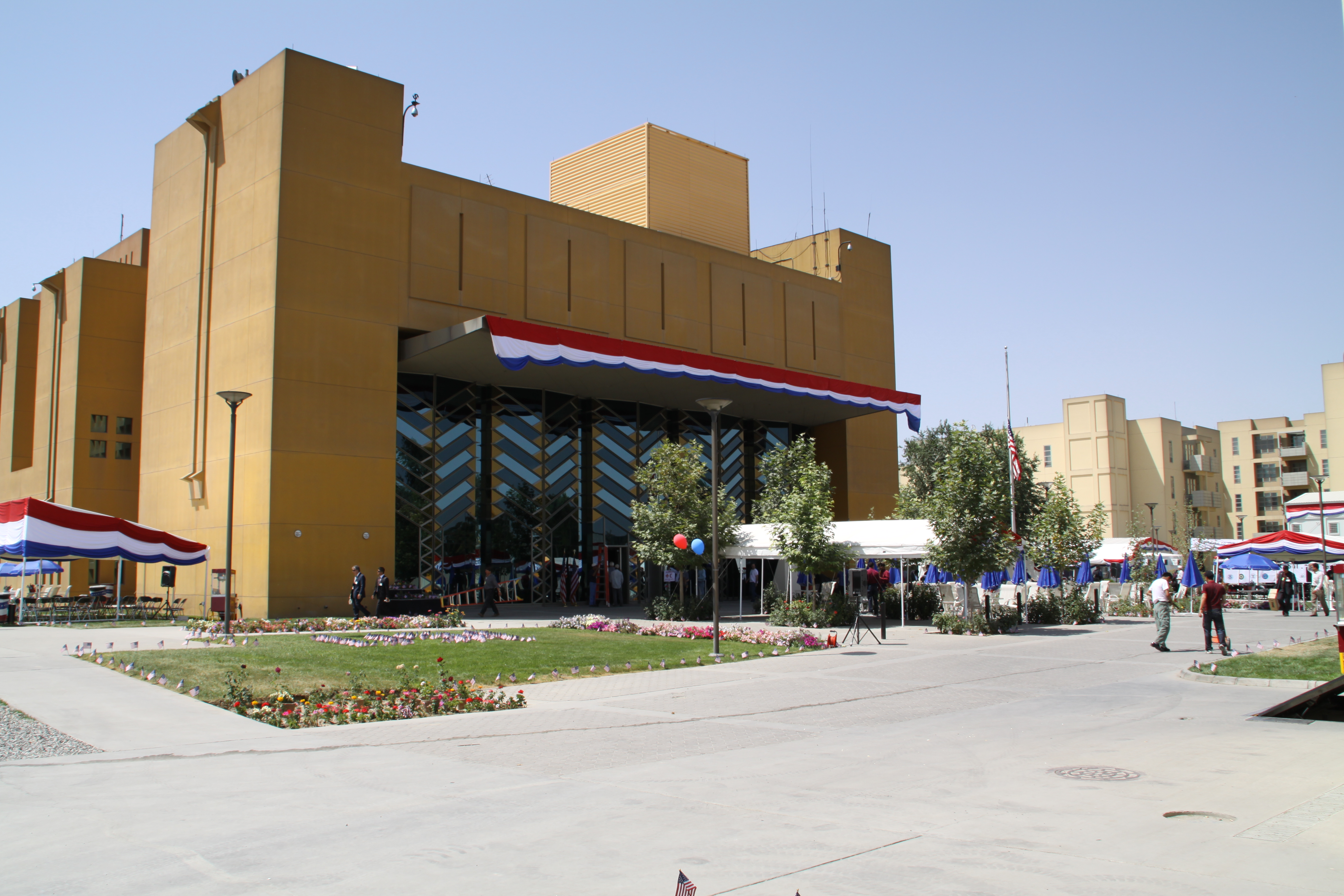
Hauptgebäude der Botschaft (2010)

Die Botschaft der Vereinigten Staaten in Kabul war die diplomatische Vertretung der Vereinigten Staaten in Afghanistan. Sie wurde von Botschafter Ross Wilson geleitet. Auch der US-Sondergesandte für Afghanistan und Pakistan hatte hier seinen Sitz. Mit dem Vormarsch der Taliban und der Eroberung der Hauptstadt im August 2021 evakuierten die USA die Botschaft und schlossen die Vertretung.

## Geschichte
Die Botschaft wurde in den 1940er Jahren erbaut. 1989 wurde sie wegen der Sicherheitssituation geschlossen und im Herbst 2001 im Zuge der Operation Enduring Freedom wieder eröffnet. Bis 2006 wurde sie massiv ausgebaut.
Im November 2010 beschäftigte die Botschaft 1.100 Angestellte, die bis Ende des Jahres auf 1.200 aufgestockt werden sollten.
Außerdem wurde im November 2010 ein Auftrag für 511 Millionen Dollar an die Firma Caddell Construction vergeben. Mit dem Geld soll die Botschaft bis 2014 auf 302 Büros, zwei Wohngebäude mit 433 Betten und einen Parkplatz für 300 Fahrzeuge erweitert werden.
Im April 2011 gab die US-Regierung bekannt, dass der bisherige Botschafter Karl Eikenberry durch Ryan Crocker ersetzt wird.
Am 13. und 14. September 2011 wurde die Botschaft zusammen mit dem NATO-Hauptquartier, von einem benachbarten Rohbau aus, von sechs Attentätern angriffen. Dabei landeten sechs Granaten auf dem Gelände der Botschaft und ein afghanischer Wachmann sowie drei Menschen, die wegen Visa warteten, wurden verletzt. Bei dem 20 Stunden dauernden Gefecht wurden inklusive der Angreifer 27 Menschen getötet. Laut Botschafter Ryan Crocker war das Haqqani-Netzwerk für die Angriffe verantwortlich.
Am 26. September 2011 starben ein Afghane und ein Bürger der Vereinigten Staaten bei einer Schießerei in dem sogenannten Ariana-Komplex der Botschaft. Ein weiterer US-Bürger wurde verletzt. Laut dem Botschaftssprecher war der Afghane der Angreifer. Der Ariana-Komplex wird laut afghanischen Regierungsangaben von der CIA benutzt. Diese und die Botschaft lehnten eine Stellungnahme dazu ab.
Mit dem Abzug der US-Kräfte aus Afghanistan 2021 wurden Botschaftsangestellte im April 2021 beordert die Botschaft zu verlassen, wenn sie ihre Funktion auch von einem anderen Ort ausüben könnten. In den Abzugsplänen war der Verbleib von 650 Marines zur Sicherung amerikanischer Einrichtungen vorgesehen. Nach dem Vormarsch der Taliban im August forderte die Botschaft am 7. August dringend alle US-amerikanischen Staatsbürger auf, das Land zu verlassen, da auch das Personal in der Botschaft reduziert würde. Nach der Einnahme Kabuls durch die Taliban gab das State Department am 12. August an, dass nun 3.000 Soldaten und Marines nach Kabul entsandt würden, um die Evakuierung von rund 4.000 Botschaftsangehörigen, davon 1.400 mit US-Pass abzusichern. Bereits am 15. August erhöhte Präsident Biden die Zahl auf 5.000 Soldaten und warnte die Taliban davor, die Mission zu behindern.